# 粘土団子
粘土団子（ねんどだんご）は、福岡正信の生んだ自然農法で使われる手法である。次の季節の作物のための百種類以上の種を粘土、堆肥、肥料と混ぜて団子を作る。これを、自然環境に撒いて放置すると自然の状態を種が察して、より適応しやすい時期に発芽するという。また、鳥や虫が嫌う薬草などを混ぜることで、損失を防ぐと言うアイディアも盛り込んである。従来の栽培法よりも、使う土の量が少なく、結果として作物の数は少なくなるが、大きく強くなるという。

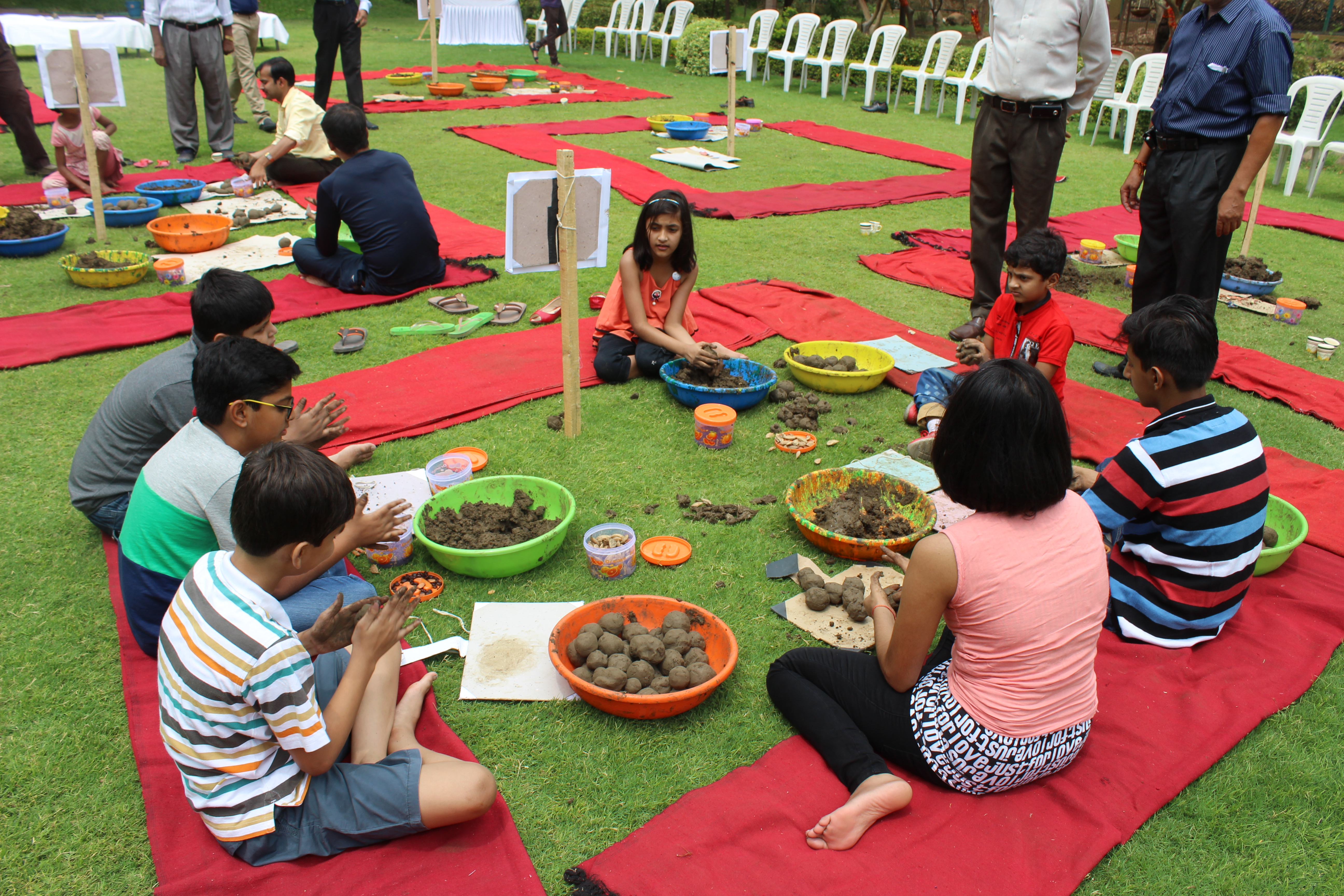
Activities for world environment day in Bhopal, India

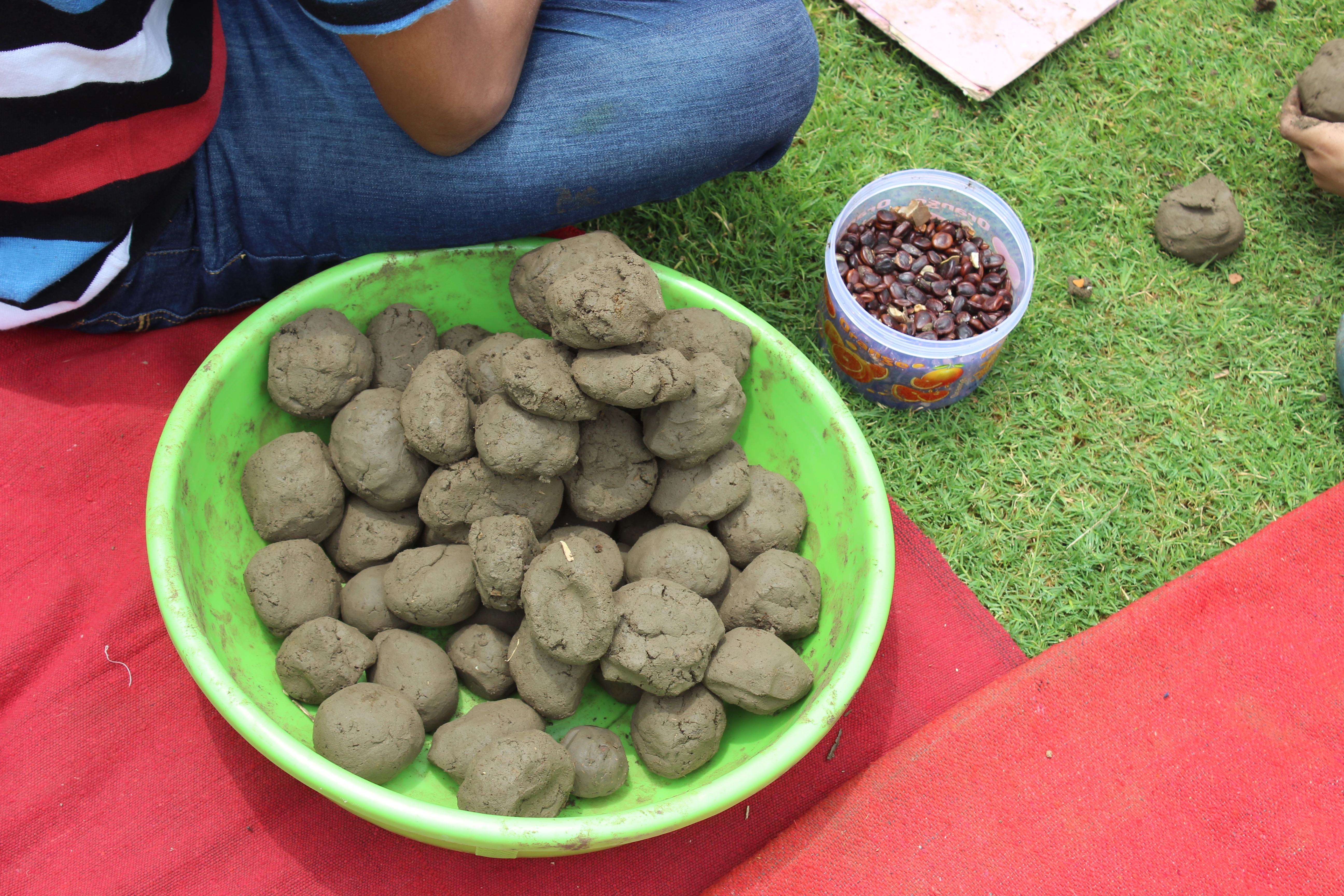
Activities for making Mud Seed ball

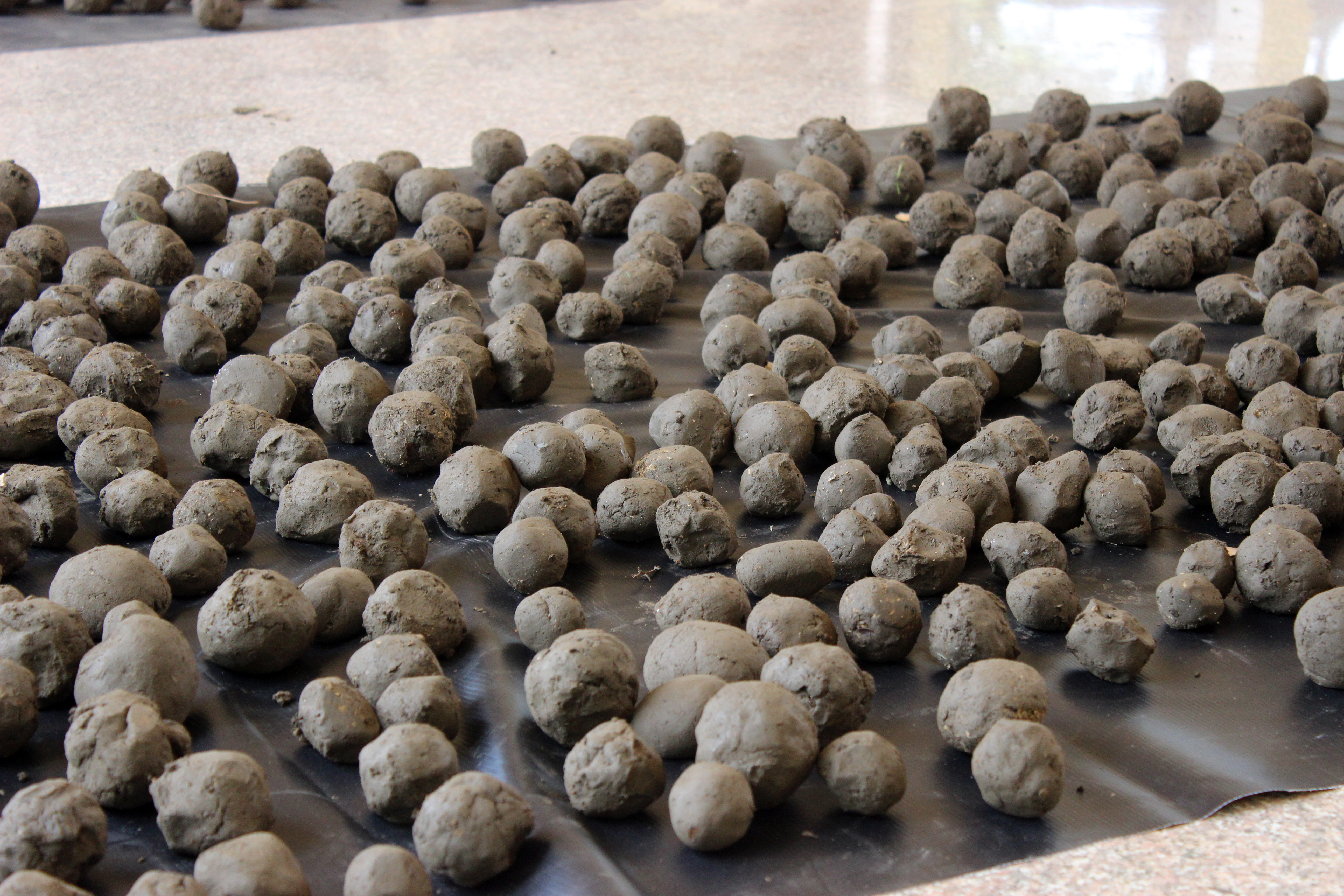
Mud Seed ball

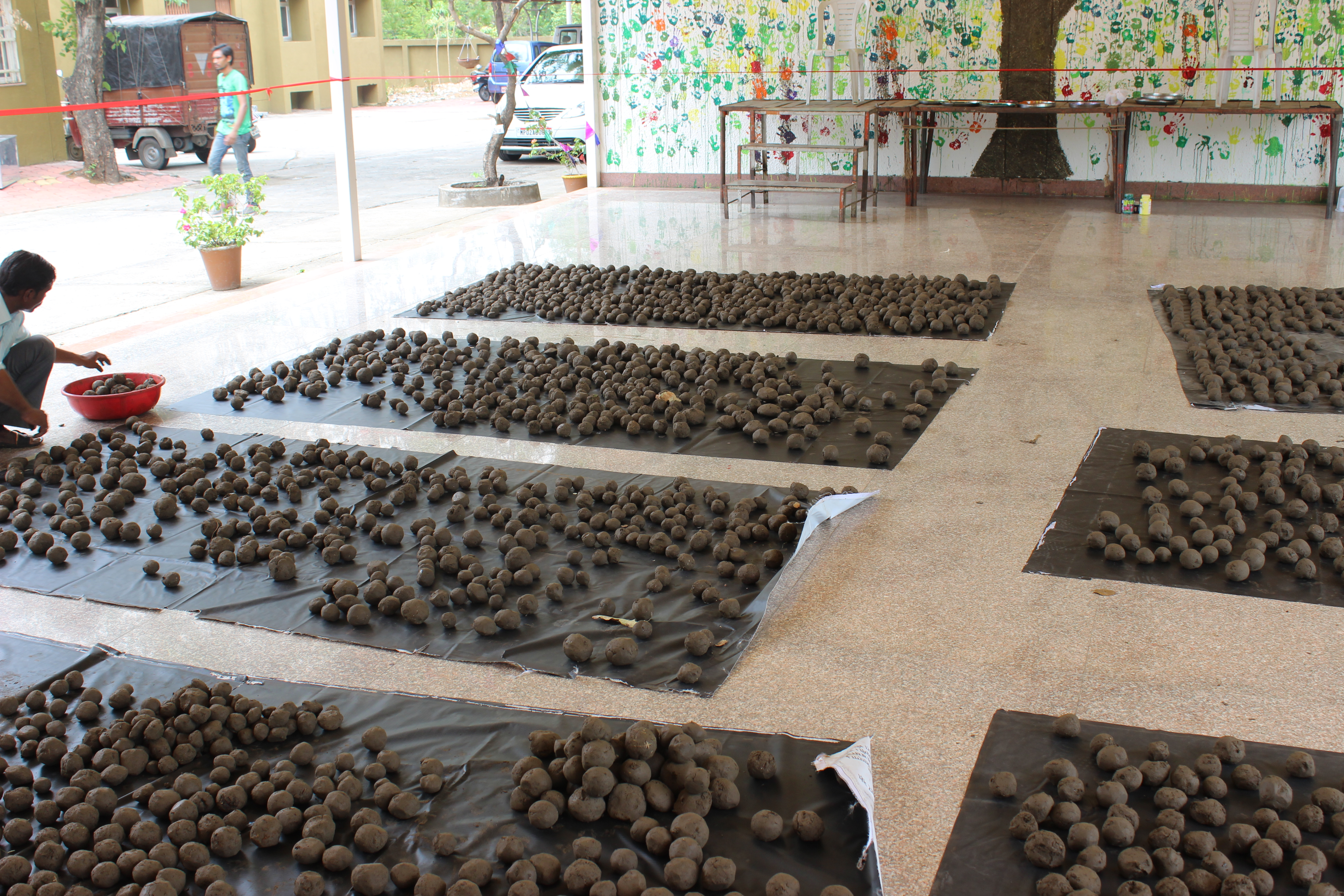
drying mud seed balls in the shed

砂漠の緑化にも用いられる。ギリシャやスペイン砂漠の緑化、タイでは荒れ地を緑化しマンゴーやバナナが育つ。ケニアの乾燥が進んだ草地に植物を茂らせている。ほかに粘土団子が成功した場所として、インド、ソマリア、中国・アフリカなどの十数カ国とされる。

## 関連文献
- 水谷, 完治「荒廃地における樹林化を目的とした粘土団子種子による試験」『日本森林学会誌』第88巻第2号、2006年、126-130頁。